# Larva migrans ocular
A larva migrans ocular é uma doença do olho humano causada pela invasão deste órgão por larvas de várias espécies de nematodos. As principais espécies que causam este problema são Toxocara canis e Toxocara cati. Em casos mais graves pode provocar cegueira. Geralmente provoca enoftalmia crônica, além de outras lesões oculares.
Grande parte dos pesquisadores acredita que isto acontece no caso de infecções por um pequeno número de ovos, algo girando em torno de até 100. Grandes infecções provocam resposta imune, o que deixa a infecção restrita a pulmão e fígado.

## Tratamento
O tratamento desta enfermidade não pode ser realizado com uso de anti-helmínticos, pois estes medicamentos não possuem propriedade de atingir o globo ocular. Assim, o tratamento consiste na aplicação de corticóides e fotocoagulação.